# Na vyhlídce (Slavkovský les)
Na vyhlídce (též Krásenský vrch) s nadmořskou výškou 778 m je částečně zalesněný kopec na náhorní plošině Slavkovského lesa. Jeho vrchol se nachází necelý 1 km jižně od Krásna. Po jižním, východním a severním úbočí Krásenského vrchu protéká historickým vodním kanálem Dlouhá stoka. Nedaleko Dlouhé stoky na východním úbočí stojí obnovená kaplička svaté Panny Marie Sněžné. Na vyhlídce se tyčí kamenná rozhledna Krásno z let 1933–1935.